# Dolby Surround 7.1
Dolby Surround 7.1 là hệ thống âm thanh do Dolby Laboratories phát triển, giúp đem tới trải nghiệm âm thanh vòm 7.1 tới những khán giả xem phim tại rạp chiếu. Dolby Surround 7.1 bổ sung thêm hai kênh so với hệ thống Dolby Digital 5.1 hiện tại. Phim điện ảnh đầu tiên sử dụng công nghệ Dolby Surround 7.1 là Câu chuyện đồ chơi 3 (2010) của Disney và Pixar. Dù hầu hết các rạp chiếu phim trên thế giới đều sử dụng công nghệ Dolby Digital, thì nhìn chung các phim điện ảnh được ra mắt cho tới tháng 1 năm 2020 đều sử dụng công nghệ Dolby Surround 7.1 làm mặc định. Dolby 7.1 chủ yếu được sử dụng cho các định dạng chiếu sử dụng màn hình lớn như AMC ETX, Cinemark XD và Dolby Cinema.